# Houšovec
Rybník Houšovec o rozloze vodní plochy 0,98 ha se nalézá na severním okraji obce Řečany nad Labem v okrese Pardubice. Rybník je spolu s rybníky Přehrada, Labecký, Tišina a Pastouška pozůstatkem starého ramene řeky Labe vzniklého po provedení regulace Labe v 20. letech 20. století. V letech 2010 - 2011 byla provedena jejich revitalizace a odbahnění. Rybník je využíván pro chov ryb.

## Pověsti
Místní pán si chtěl koupit loveckého chrta, ale neměl na něj peníze. Proto se rozhodl vyměnit ho za kostelní zvon. Když ale zvon spouštěli z věže, utrhl se a skutálel se do rybníka Houšovce, který je prý bezedný.
Zvon se nepodařilo najít, jednou však u řeky žena máchala přízi. Do příze se jí zamotal zvon, ale pradlena to netušila, a tak jen zlostně zaklela. Zvon smutně zazvonil: „Zvon svatý Jan, za chrta dán!“ a potopil se navždy.

## Galerie

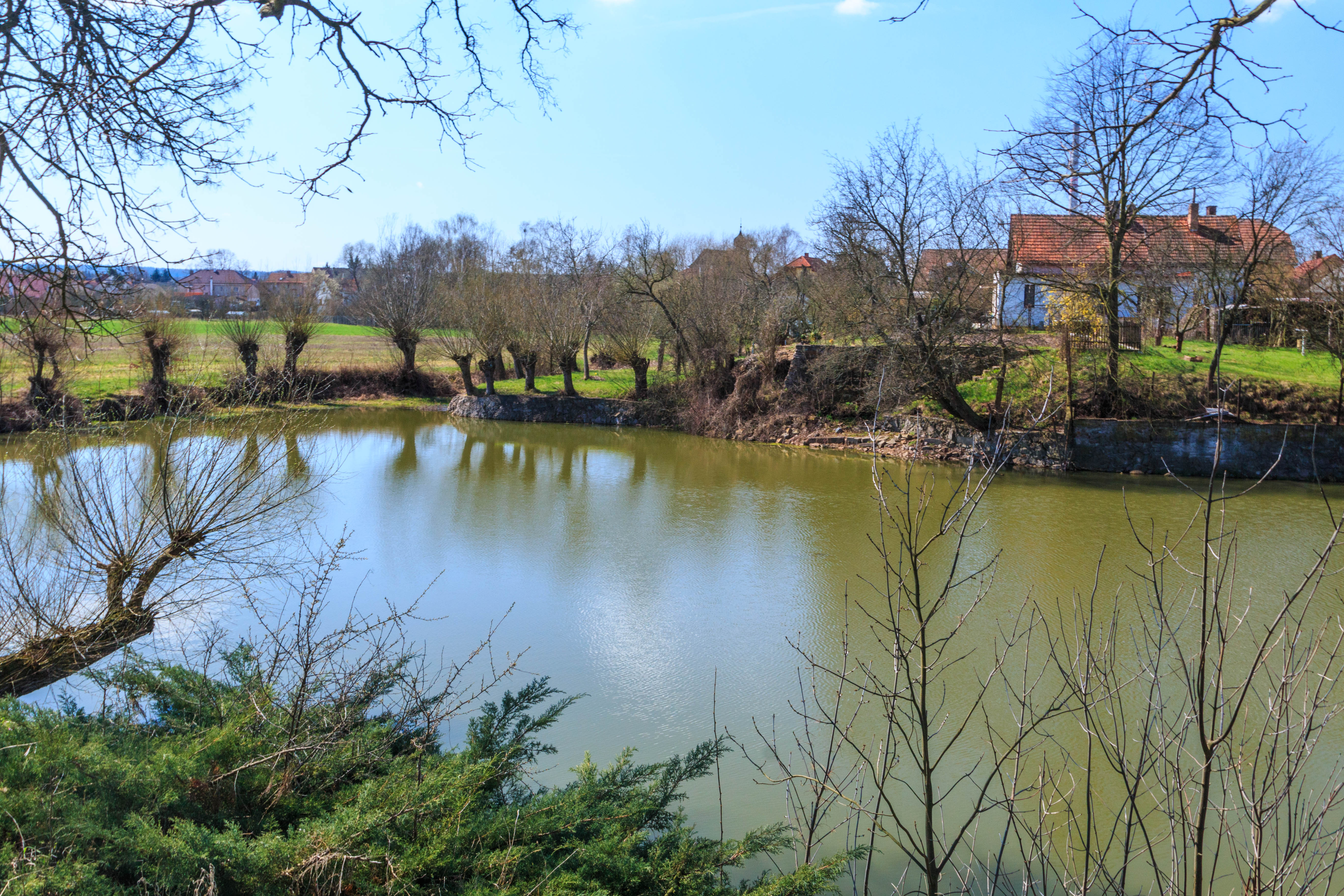
pohled na rybník Houšovec
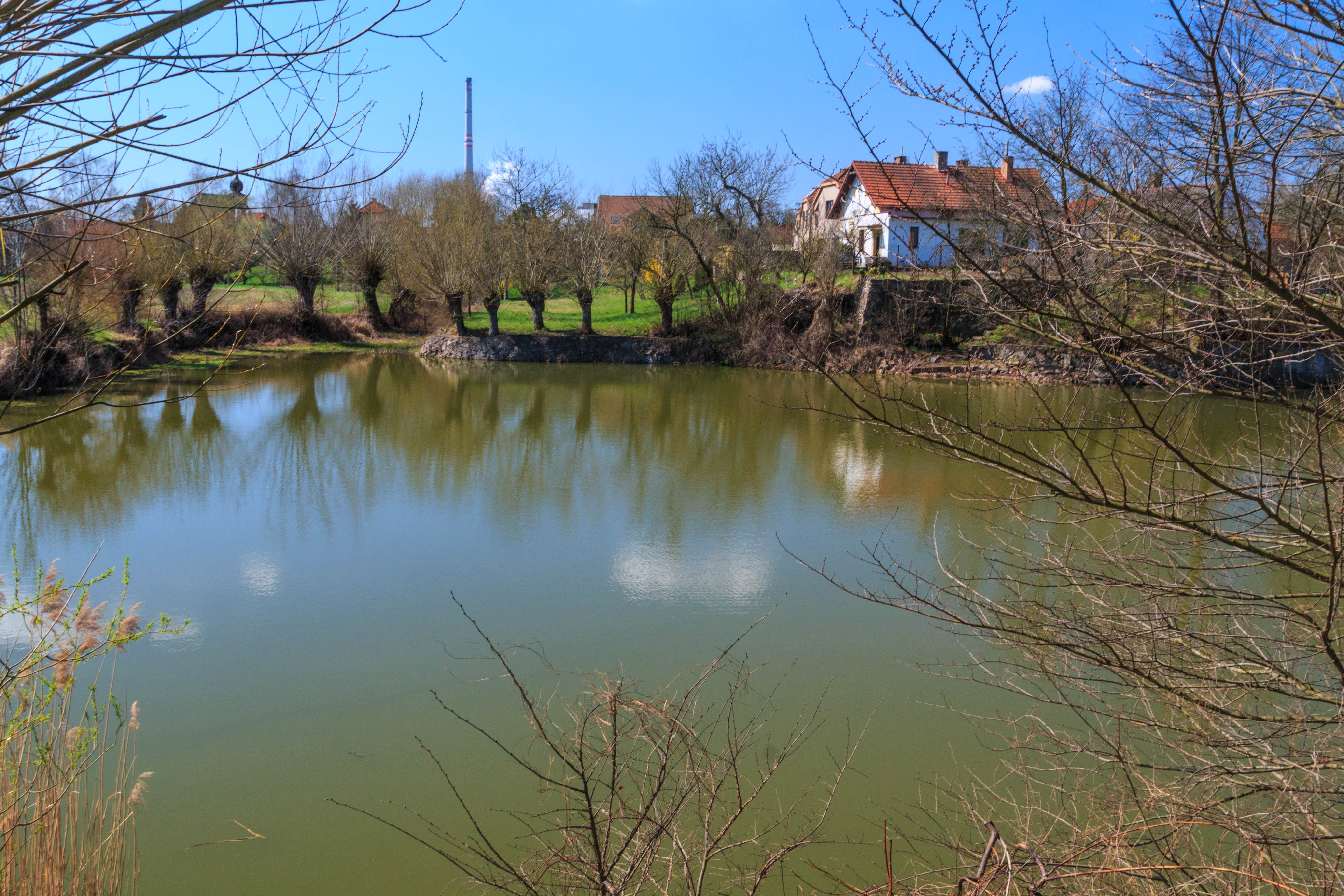
pohled na rybník Houšovec
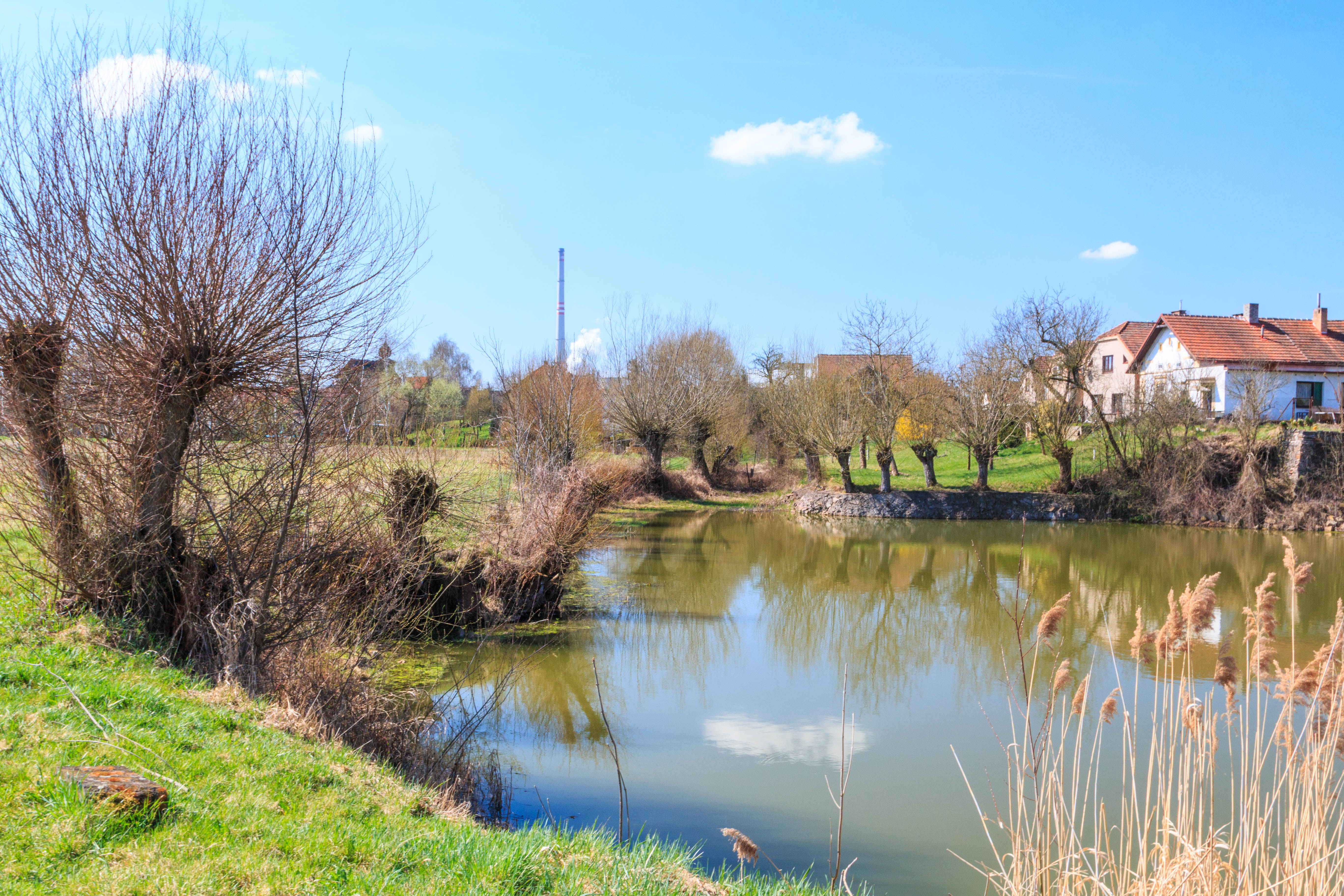
pohled na rybník Houšovec
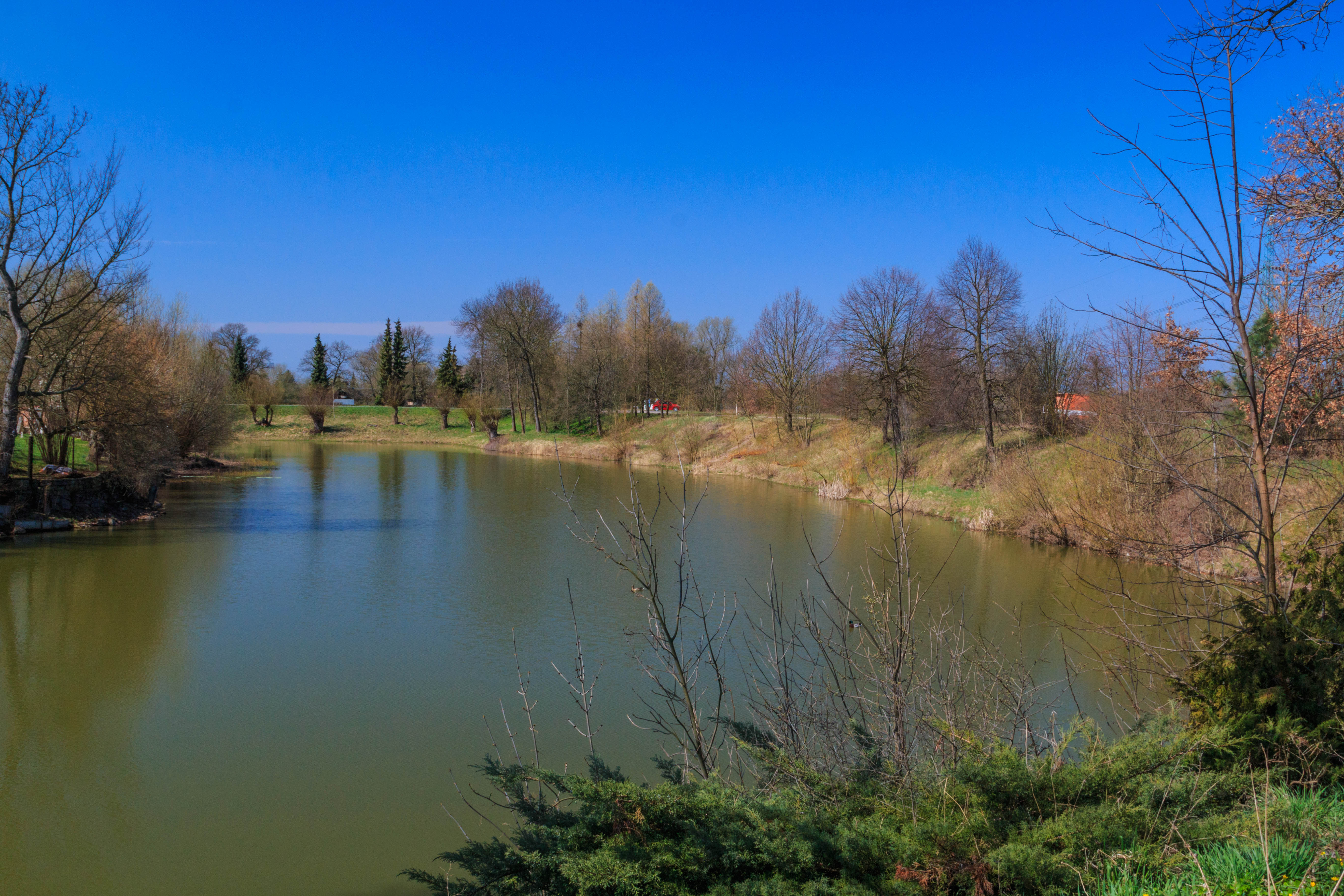
pohled na rybník Houšovec